# Зашулан
Зашулан — село в Красночикойском районе Забайкальского края, входит в состав сельского поселения «Черемховское». Основано в 1924 году.

## География
Село находится в юго-западной части Забайкальского края, в пределах левобережной части долины реки Чикой, на расстоянии примерно 7 км (по прямой) к юго-западу от села Черемхово, административного центра района.

### Климат
Климат резко континентальный с длительной холодной зимой и умеренно тёплым летом, Большая часть осадков выпадает в тёплое время года. Средняя температура воздуха по многолетним данным составляет от —3,3 °С, июльская от +17,2 °С, январская от —27 °С. Зима продолжительная, морозная, малооблачная, безветренная. Устойчивый снежный покров образуется после 1 ноября, разрушается в апреле. Весна поздняя, холодная и сухая. Лето короткое. Продолжительность безморозного периода колеблется по годам и длится в среднем 57 дней. В отдельные годы 100—110 дней. Осень обычно сухая и солнечная.

## Население
| 2010 | 2021 |
| ---- | ---- |
| 0    | →0   |

### Национальный состав
Согласно результатам переписи 2002 года, в национальной структуре населения русские составляли 100 % из 4 чел.